# Сабари (озеро)
Сабари́, на территории Ирана — Сабери́ (перс. هامون صابری‎) — пересыхающее обширное, но мелководное пресноводное озеро на границе Ирана и Афганистана, на западе системы бессточных озёр Хамун. Расположено на территории иранского шахрестана Заболь остана Систан и Белуджистан и афганской провинции Фарах. Является устьевым разливом рек Фарах-Руд и Харут-Руд в пределах Систанской впадины. Наполняется во время весеннего половодья и осенних дождевых паводков, летом пересыхает. Высота уровня около 480 м. Размеры озёра непостоянны: во время весеннего половодья образуется единый водоём Хамун, в другие сезоны он распадается на отдельные озёра (Хамун, Сабари и другие). Во время крупных паводков часть стока поступает в расположенную к югу от Хамуна впадину Гауди-Зира.
Системе бессточных озёр Хамун придан статус водно-болотных угодий международного значения.